# Ophiozonella platydisca
Ophiozonella platydisca är en ormstjärneart som först beskrevs av Hubert Lyman Clark 1911.  Ophiozonella platydisca ingår i släktet Ophiozonella och familjen Ophiolepididae. Inga underarter finns listade i Catalogue of Life.